# Sergio Friscia
Sergio Friscia (Palermo, 27 aprile 1971) è un attore, showman, conduttore televisivo e conduttore radiofonico italiano.

## Biografia
Inizia il suo percorso artistico come disc jockey e vocalist nel 1986. Dopo tre anni di discoteche, locali e di animazione nei villaggi turistici, inizia la sua carriera come conduttore radiofonico in diverse emittenti radiofoniche regionali della sua Sicilia. Nel 1990 sbarca in TV, dove, su emittenti televisive siciliane, scrive e conduce diversi programmi comici di varietà, tra le quali ricordiamo L'Imitati Network e Belli Sodi.
Nel 1997 approda alla TV nazionale ed entra a far parte dei comici di Macao, il programma di Gianni Boncompagni, in onda su Rai 2, dove da vita ad alcuni personaggi esilaranti, amati ancora oggi come Lollo il flesciato e il sig. Di Giovanni del settimo piano.
Come attore mette in scena diversi spettacoli teatrali, e interpreta ruoli degni di nota, spaziando tra cinema, fiction e serie TV. Tra queste, ricordiamo Il capo dei capi, in onda su Canale 5, nel ruolo del killer Pochetcoffi, e Antonio il fisioterapista nel film per la Rai Le ali, diretto da Andrea Porporati, in onda su Rai 1, ed ancora Squadra antimafia - Palermo oggi, in onda su Canale 5, dove, nelle prime due stagioni, interpreta il boss Nardo Abate, capo famiglia e fratello maggiore di Rosy Abate.
Al cinema ha interpretato anche il boss don Vincenzo, a fianco di Leonardo Pieraccioni, nel film Il professor Cenerentolo, ed ancora il professor Saro Li Causi nel film Quell'estate felice, diretto da Beppe Cino, e ancora il brutto ceffo in Oggi sposi, diretto da Luca Lucini.
Il 20 settembre 2009 inizia la co-conduzione, in diretta, ogni fine settimana su Rai 2, del programma di Michele Guardì Mezzogiorno in famiglia, al fianco di Amadeus, programma che condurrà fino al 2019.
Dalla primavera 2011 entra per la prima volta nel cast del programma televisivo Striscia la notizia, come inviato, con l'imitazione di Beppe Grillo.
Il 26 ottobre 2015 pubblica, come cantante, il suo primo album musicale dal titolo L'altro me, prodotto da Studio Chirco Edizioni Crema.
Nel gennaio 2016, la domenica pomeriggio, entra a far parte del cast fisso di Domenica in, condotto da Paola Perego e Salvo Sottile su Rai 1.
Dal 9 al 13 febbraio 2016 conduce l'Anteprima del Festival di Sanremo al fianco di Carlo Conti.
Conduce nello stesso anno il programma comico on the road Ah Ah Car, in onda su Rai 4.
Dal 28 novembre 2016 torna alla radio, come conduttore del morning show di RDS dal titolo Tutti pazzi per RDS.
Nel 2017 partecipa come co-protagonista al nuovo film di Ficarra e Picone L'ora legale, e nel 2018 è tra gli interpreti del film degli Arteteca, intitolato Finalmente sposi, diretto da Lello Arena.
Nel 2017 pubblica il suo primo libro autobiografico intitolato Un girovita da mediano, edito da Rai Eri e distribuito da Mondadori.
Dal 2018 conduce ogni mattina, in diretta dalle 10:00 alle 12:00, insieme ad Anna Pettinelli il programma Anna e Sergio... quelli della mattina su RDS.
Nel 2019, al cinema, è nel cast alla commedia dal titolo Compromessi sposi, in cui ha recitato al fianco di Vincenzo Salemme e Diego Abatantuono, con la regia di Francesco Miccichè.
Nel 2019 è tra gli interpreti del film Tuttapposto, diretto da Gianni Costantino.
Sempre nel 2019, in teatro, interpreta il personaggio “Nello il genio dell'anello” nel musical Aladin - il Musical Geniale, scritto e diretto da Maurizio Colombi.
Nel 2020 è tra gli interpreti del film di Aurelio Grimaldi Il delitto Mattarella, nel ruolo del boss Rosario Spatola, e nello stesso anno, è tra i protagonisti del film Free - liberi, diretto da Fabrizio Maria Cortese.
Tra l'ottobre e il novembre 2020 conduce, insieme a Salvatore Ficarra, Striscia la notizia, per una breve sostituzione di Valentino Picone, che è risultato positivo al SARS-CoV-2.
Dal 2021 diventa conduttore ufficiale di Striscia la notizia con Roberto Lipari; la coppia viene confermata anche per le stagioni seguenti. 
Nel 2022 è protagonista su Netflix nella serie Incastrati di Ficarra e Picone, nella quale interpreta il ruolo del giornalista televisivo Sergione. L'anno successivo è confermato, nello stesso ruolo, tra i co-protagonisti della seconda stagione della serie TV.
Il primo gennaio 2024 è al cinema, tra i co-protagonisti del nuovo film di Alessandro Siani, dal titolo Succede anche nelle migliori famiglie, nel ruolo del boss mafioso U Picciriddu.
Il 19 dicembre  è al cinema, tra i co-protagonisti del nuovo film di Alessandro Siani, con Leonardo Pieraccioni, dal titolo Io e Te dobbiamo parlare, nel ruolo del poliziotto Nico Briaschi.
Dal 3 Febbraio 2025 torna a condurre Striscia la notizia con Roberto Lipari.

## Opere
Un girovita da mediano. Come diventare un artista di ... un certo peso, Rai Libri, 2017.

## Televisione
- Belli Sodi, auto produzione emittenti locali (CTS & TRM Palermo, 1993) Personaggio interpretato: Di Giovanni Settimo Piano
- Macao (Rai 2, 1997-1998)
- I fatti vostri (Rai 2, 1997-1999)
- Una canzone per te (Rai 2, 2000)
- Convenscion (Rai 2, 2001)
- Convenscion 2001 (Rai 2, 2001)
- Super Convenscion (Rai 2, 2001)
- Convenscion a colori (Rai 2, 2002)
- Destinazione Sanremo (Rai 2, 2002)
- Ciro Visitors (Italia 1, 2003)
- Un disco per l'estate (Rai 2, 2003)
- Quelli che il calcio (Rai 2, 2003-2006)
- Notte Mediterranea (Rai 2, 2003-2007)
- Bulldozer (Rai 2, 2005)
- Piazza Grande (Rai 2, 2005-2006)
- Tintoria (Rai 3, 2006-2007)
- I Fuoriclasse (Rai 1, 2007)
- Tintoria Show (Rai 3, 2008)
- Piloti (Rai 2, 2008)
- Quasi TG (Comedy Central, 2009)
- Scorie (Rai 2, 2009)
- Mezzogiorno in famiglia (Rai 2, 2009-2019)
- Voglia d'aria fresca (Rai 1, 2010)
- Stiamo tutti bene (Rai 2, 2010)
- Striscia la notizia (Canale 5, dal 2011)[1]
- Si può fare! (Rai 1, 2014-2015) – concorrente
- Tale e quale show (Rai 1, 2015) – concorrente
- Stasera tutto è possibile (Rai 2, 2015-2021) – ospite fisso
- Affari tuoi - Speciale Lotteria Italia (Rai 1, 2016, 2024) – ospite
- Anteprima Sanremo Start del Festival di Sanremo (Rai 1, 2016)
- Ah Ah Car (Rai 4, 2016)
- NaTale e quale show (Rai 1, 2016) – concorrente
- Festival di Castrocaro (Rai 1, 2017)
- 60 Zecchini (Rai 1, 2017) – concorrente
- L'anno che verrà (Rai 1, 2018-2019)
- RDS Academy (Real Time, 2018)
- Ci vediamo al cavallo (Rai 2, 2020) – co-conduttore
- I migliori anni (Rai 1, 2023) – ospite fisso
- Ciao Darwin (Canale 5, 2023) – concorrente
- Striscia la notizia (Canale 5, dal 2023) – conduttore
- La Corrida - Dilettanti allo sbaraglio (Nove, 2024) – capo popolo

## Filmografia

### Cinema
- Intrigo a Cuba, regia di Riccardo Leoni (2000)
- Le giraffe, regia di Claudio Bonivento (2000)
- Ma l'amore si!, regia di Tonino Zangardi (2006)
- Quell'estate felice, regia di Beppe Cino (2007)
- Oggi sposi, regia di Luca Lucini (2009)
- Il professor Cenerentolo, regia di Leonardo Pieraccioni (2015)
- MMA Love Never Dies, regia di Riccardo Ferrero (2016)
- Briciole sul mare, regia di Walter Nestola (2016)
- L'ora legale, regia di Ficarra e Picone (2017)
- Finalmente sposi, regia di Lello Arena (2018)
- Compromessi sposi, regia di Francesco Miccichè (2019)
- Tuttapposto, regia di Gianni Costantino (2019)
- Il delitto Mattarella, regia di Aurelio Grimaldi (2020)
- Free - Liberi, regia di Fabrizio Maria Cortese (2020)
- Succede anche nelle migliori famiglie, regia di Alessandro Siani (2024)
- Io e te dobbiamo parlare, regia di Alessandro Siani (2024)

### Televisione
- Il bello delle donne 2 – serie TV (2000)
- Tequila & Bonetti – serie TV (2000)
- Il morso del serpente, regia di Luigi Parisi - film TV (2001)
- Carabinieri - Sotto copertura, regia di Raffaele Mertes – miniserie TV (2005)
- Il capo dei capi, regia di Alexis Sweet ed Enzo Monteleone – miniserie TV (2007)
- Le ali, regia di Andrea Porporati – film TV (2008)
- Squadra antimafia - Palermo oggi – serie TV, 11 episodi (2009-2010)
- Il segreto dell'acqua – serie TV (2010)
- Caccia al re - La narcotici – serie TV (2011)
- La donna della domenica, regia di Giulio Base – miniserie TV (2011)
- Sfida al cielo - La narcotici 2 – serie TV (2015)
- Questo è il mio paese, regia di Michele Soavi – miniserie TV (2015)
- Incastrati – serie TV, 8 episodi (2022-2023)
- So tutto di te, regia di David Serge e Roberto Lipari (2023)

## Teatro
- Ho disturbato? Perché sennò è peccato (1997)
- Fritto misto (1998)
- Gasata... liscia... o Sergio Friscia? (1999-2001)
- Www.sergiofriscia.it (2002-2003)
- A raccontarlo... non SICCI crede! (2004-2005)
- Stasera... o mai più! (2006)
- In... Condizionatamente (2006-2007)
- Friscia Night Show (2007-2008)
- Ti regalo un clone (2008-2010)
- Friscia Night Show... risate e musica (2010-2011)
- Friscia Night Show (2012)
- Lavori in corso di Claudio Fava (2012)
- Pististoccu a ghiotta di G. Clementi (2012-2013)
- Friscia Night Show... risate e musica (2012-2015)
- Stasera la passerete... Friscia (2016-2017)
- Un girovita da mediano... in Tour (2018-2019)
- Aladin - Il musical geniale (2019-2020)

## Radio
- Risate Time (Radio Time, 1992-1996)
- Frisciati di notte (Radio Time, 1992-1996)
- Ottovolante (Rai Radio 2, 2001, 2004, 2006-2015)
- Pelo e Contropelo (Radio Kiss Kiss, 2002-2005)
- Non ne ho idea (Radio Time, 2016)
- Tutti pazzi per RDS (RDS, 2016-2018)
- Anna e Sergio, dalle 10 alle 12 (RDS, dal 2018)

## Discografia
- 2015 – L'altro me
- 2021 – L'estate sta finendo
- 2024 – Giorni difficili
- 2024 – Uomini semplici
- 2024 – Noi